# Thelypteris augescens
Thelypteris augescens là một loài thực vật có mạch trong họ Thelypteridaceae. Loài này được (Link) Munz & I.M. Johnst. miêu tả khoa học đầu tiên năm 1922.